# Rhabdopleura
Rhabdopleura (Gr. „rhabdos“ = Stab, + „pleura“ = Rippe, Seite) ist eine Gattung mariner Wirbelloser aus der Klasse der Flügelkiemer (Pterobranchia) und die einzige heute noch lebende Gattung der vor allem als Fossilien in Schiefern bekannten Graptolithen (Graptolithina). Sie lebt vor allem in den kühlen Meeren beider Hemisphären, auch an der europäischen Atlantikküste und im Ärmelkanal.

## Merkmale
Wie alle Flügelkiemer sind auch die Rhabdopleura-Arten wurmartige, nur millimetergroße Tiere, die in Kolonien selbstproduzierte Röhren aus Skleroprotein bewohnen. Sie können in Kopfschild (Proboscis oder Protosoma), Kragen (Mesosoma) und Rumpf (Metasoma) gegliedert werden. Der Kopfschild besitzt eine ventral (nach unten) gerichtete, drüsenreiche Haftscheibe mit der die Tiere kriechen können. Dorsal (oben) auf dem Kragen befindet sich ein Lophophorenpaar. Die ebenfalls zu den Flügelkiemer zählende Gattung Cephalodiscus besitzt dem hingegen neun Paare. Das Lophophorenpaar ist mit 15 bis 30 in zwei Reihen angeordneter, bewimperter Tentakel besetzt und dient dazu, Nahrungspartikel einfangen (Filtration). Der sackförmige Rumpf enthält den U-förmigen Verdauungstrakt und die einfach gebauten, unpaaren Gonaden und läuft in einen langen Stiel aus, der über ein Stolon jedes Einzelindividuen einer Rhabdopleura-Kolonie miteinander verbindet (im Unterschied zu den frei beweglichen Cephalodiscus-Arten). Das Maul befindet sich am Kragen direkt hinter der Haftscheibe, der Anus auf der gegenüberliegenden Seite hinter den Lophophoren. Kiemenschlitze fehlen. Rhabdopleura-Arten werden nur 1 bis 2 mm lang (ohne Stiel).

## Arten
- Rhabdopleura annulata Norman, 1921
- Rhabdopleura chathamica Gordon, Quek et Huang 2024[2]
- Rhabdopleura compacta Hincks, 1880
- Rhabdopleura decipula Gordon, Quek et Huang 2024[2]
- Rhabdopleura delmeri Mortelmans, 1955 †
- Rhabdopleura emancipata Gordon, Quek et Huang 2024[2]
- Rhabdopleura francesca Gordon, Quek et Huang 2024[2]
- Rhabdopleura graysoni Chapman, Durman & Rickards, 1995 †
- Rhabdopleura hollandi Rickards, Chapman & Temple, 1984 †
- Rhabdopleura kozlowskii Kulicki, 1969 †
- Rhabdopleura normani Allmann, 1869
- Rhabdopleura obuti Durman & Sennikov, 1993 †
- Rhabdopleura recondita Beli, Cameron and Piraino, 2018
- Rhabdopleura sinica Chapman, Durman & Rickards, 1995 †
- Rhabdopleura striata Schepotieff, 1909
- Rhabdopleura vistulae Kozlowski, 1956 †